# Petříkovice (Chvaleč)
Petříkovice (německy Petersdorf) jsou vesnice, část obce Chvaleč v okrese Trutnov. Nachází se asi 3,5 km na západ od Chvalče, v údolí pod jihovýchodními svahy Janského vrchu (697 m), jenž představuje severní zakončení pásma Jestřebích hor. Prochází tudy železniční trať Trutnov - Teplice nad Metují s vlakovou zastávkou Petříkovice na severním konci vsi. Petříkovicemi dále prochází silnice II/301. V roce 2009 zde bylo evidováno 64 adres. V roce 2001 zde trvale žilo 165 obyvatel.
Petříkovice leží v katastrálním území Petříkovice u Trutnova o rozloze 6,08 km². V jihozápadním sousedství Petříkovic leží malá osada zvaná Peklo, jež se nachází v hluboké soutěsce Petříkovického potoka poblíž železniční zastávky Lhota u Trutnova. Tato osada již katastrálně patří ke Lhotě a spolu s ní k městu Trutnovu.

## Historie
První zmínka o vsi pochází z roku 1496.
Údolím a tím pádem celou obcí protéká Petříkovický potok, který do obce vtéká z Polska pod názvem Ostrożnica. U posledních petříkovických domů prochází státní hranice z Polskem a nachází se tu hraniční přechod, zatím jen pro pěší a cyklisty. Aby byl umožněn automobilový provoz, musela by být stávající silnice na českém území odkloněna, což by si vyžádalo stavbu vysokého mostu.[zdroj?] Kousek za hranicí, nyní až za lesem, začíná polská ves Okrzeszyn. Až do války na sebe Petříkovice s Okrzeszynem stavebně navazovaly a oddělovala je pouze hraniční závora. Po vysídlení německého obyvatelstva z obou stran hranic spousta budov zanikla, hlavně podél hraniční silnice a tato část údolí zarostla lesem. Dodnes se však dochovala torza budov.

## Památky
- kaple svaté Rodiny z roku 1847
- krucifix z roku 1811 (u kaple)
- několik dalších drobných sakrálních památek
- hřbitov
- stavby lidové architektury
- poutní studánka pod Jánským vrchem, ke které vedla křížová cesta
- Pěchotní srub T-S 55 Na Stráni na návrší nad osadou Peklo (v sezóně pravidelně zpřístupněný zájemcům o prohlídku)

## Galerie

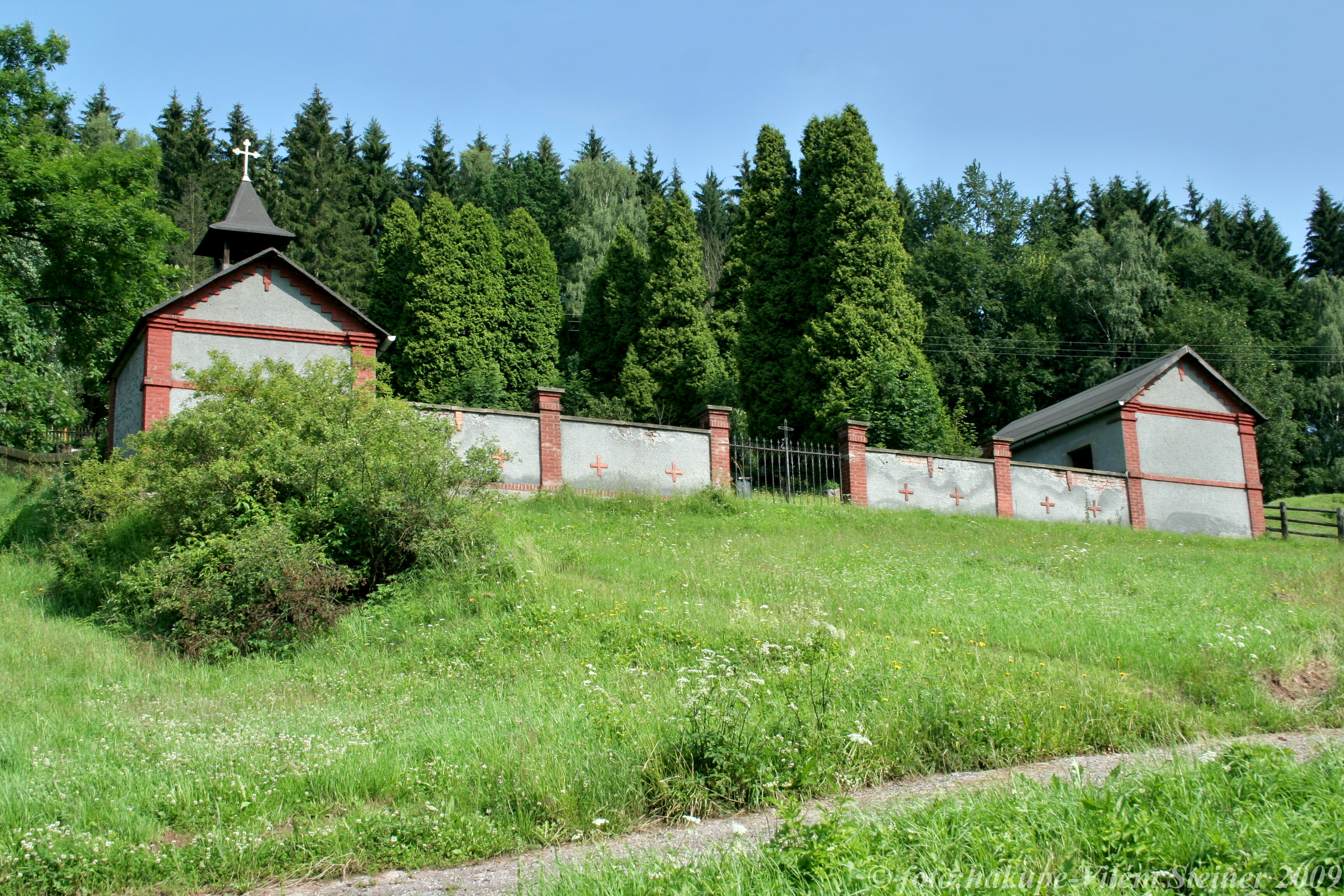
místo posledního odpočinku Petříkovických
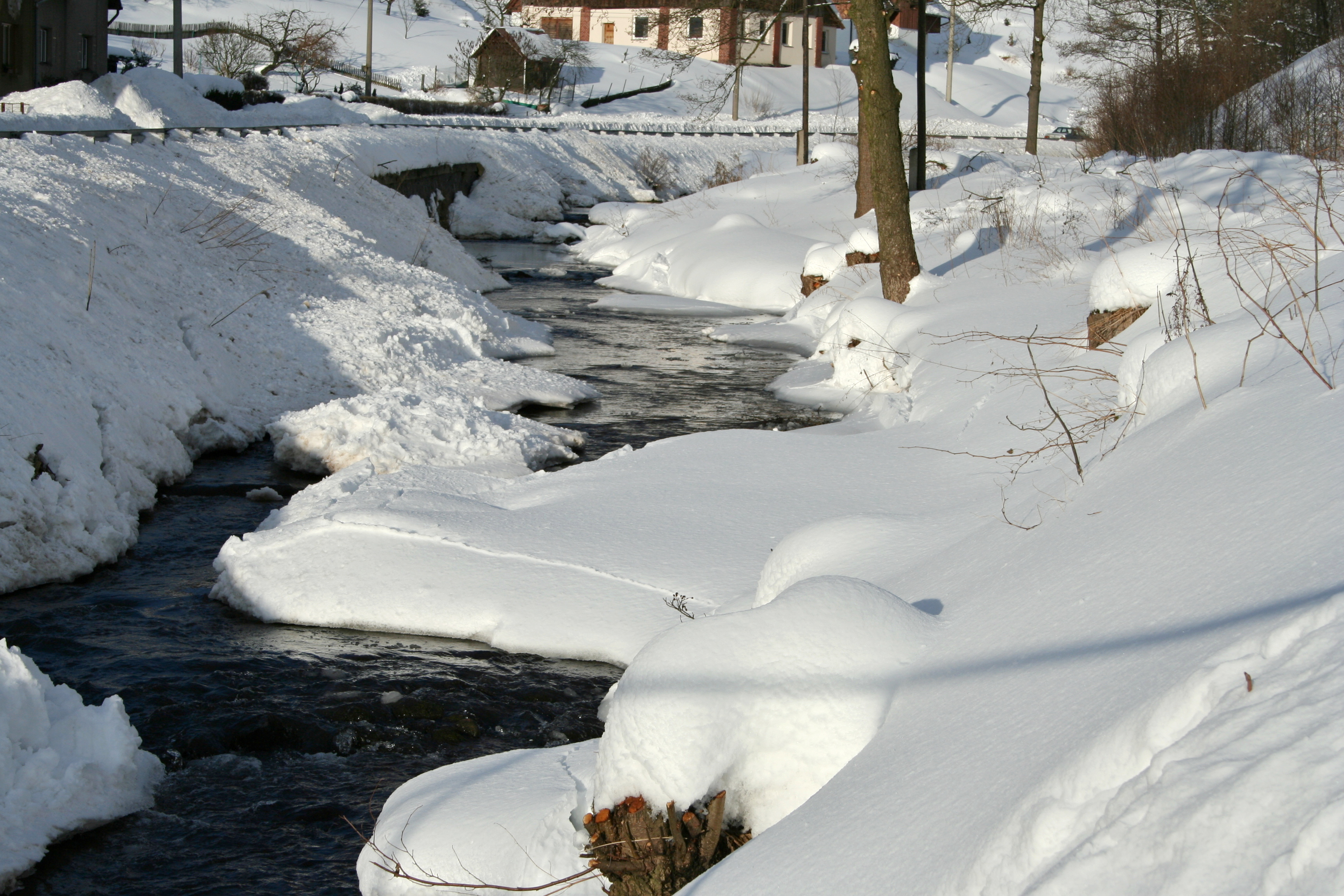
Petříkovický potok
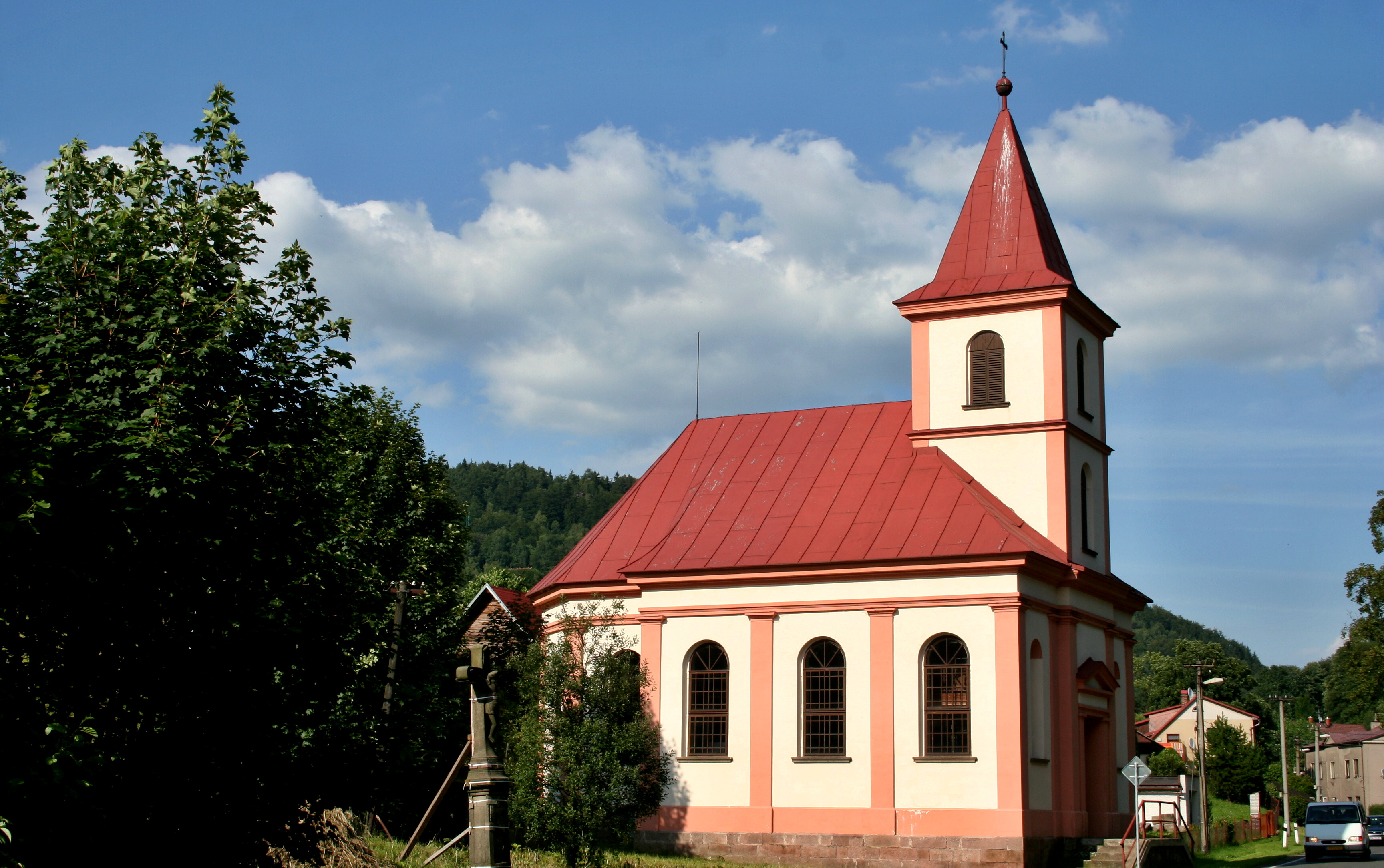
kaple Svaté rodiny